# Тан Да
Тан Да (вьет. Tán-Dá, при рождении — Нгуен Кхак Хиеу; 19 мая 1888, Шонтэй — 7 июня 1939, Ханой) — вьетнамский поэт, писатель
, драматург, редактор, переводчик.
В 1921 году основал книжное издательство; был редактором журнала «Хыу Тхань» (1921) и «Аннамского журнала» (1926).
Автор одного из первых произведений современной вьетнамской прозы — повести «Маленький сон» (1917) о воображаемом путешествии самого писателя по свету. Известен также как поэт — предшественник литературного движения 1930-х гг. «Новая поэзия», находящегося под влиянием французских поэтов, таких как Бодлер. Поэт часто обращался к фольклорным песенным жанрам, а многие его стихи стали народными песнями. В стихах Тан Да преобладают патриотические настроения и утопические мечты о будущем.
Переводил на вьетнамский язык китайских поэтов танского периода.

## Избранные произведения
Стихи
- Khối tình con I (1916)
- Khối tình con II (1916)
- Tản Đà xuân sắc (1918)
- Còn chơi (1921)
- Thơ Tản Đà (1925)
- Khối tình con III (1932)

Проза
- Giấc mộng con I (1917),
- Khối Tình (1918),
- Thần tiền (1919),
- Đàn bà Tàu (1919),
- Đài gương (1919),
- Lên sáu (1920),
- Lên tám (1920),
- Tản Đà tùng văn (1922)
- Truyện thế gian I (1922),
- Thề non nước (1922),
- Truyện thế gian II (1922),
- Trần ai tri kỷ (1924),
- Tản Đà nhàn tưởng (1929),
- Giấc mộng con II (1932),
- Giấc mộng lớn